# Ritgen-Hinterdammgriff
Der Ritgen-Hinterdammgriff (auch Ritgen-Handgriff oder Hinterdammgriff ) ist eine geburtshilfliche Technik, die von dem deutschen Gynäkologen Ferdinand von Ritgen (1787–1867) entwickelt wurde. Er dient der Beschleunigung des Kopfdurchtrittes am Ende der Geburt. Die Hebamme oder der Arzt versucht beim Dammschutz mit den Fingerspitzen der rechten Hand durch das Gewebe zwischen Anus und Steißbein (Hinterdamm) hindurch das kindliche Kinn zu fassen, um es mit kräftigem Druck der oberen linken Hand (die beim Dammschutz die Durchtrittsgeschwindigkeit des Kopfes reguliert) entgegenzuschieben. 